# Velîka Cernihivka, Stanîcino-Luhanske
Velîka Cernihivka (în ucraineană Велика Чернігівка) este o comună în raionul Stanîcino-Luhanske, regiunea Luhansk, Ucraina, formată numai din satul de reședință.

## Demografie
Componența lingvistică a comunei Velîka Cernihivka
     Rusă (93,7%)
     Ucraineană (6,16%)
     Alte limbi (0,07%)
Conform recensământului din 2001, majoritatea populației comunei Velîka Cernihivka era vorbitoare de rusă (93,7%), existând în minoritate și vorbitori de ucraineană (6,16%).